# Švagrová
Švagrová se používá k označení následujících osob ve vztazích mezi partnerem v manželství a sourozenci:
- sestra manžela nebo manželky,
- manželka bratra
- dle některých zdrojů též manželka bratra druhého z manželů.[1]

Švagrovou naopak legálně nemůže být žena v registrovaném partnerství, protože institut švagrovství vzniká jen na základě uzavření manželství. Současný úzus mezi lidmi v registrovaných partnerství se můžu v mimoprávních kontextech lišit.
Manželova či manželčina sestra se v minulosti označovala zelva.
Mužským protějškem švagrové je švagr.